# بیمارستان پرزبترین آمریکاییان در تهران
بیمارستان پرزبترین آمریکاییان (به انگلیسی: American Presbyterian Hospital) تأسیس ۱۸۹۲ نام یک بیمارستان آموزشی ۱۷۲ تخت‌خوابی در تهران بود. بنیانگذار این مؤسسه  تورنس (W. W. Torrence) آمریکایی بود، که مدتی پزشک شخصی یکی از وزیران دربار بود.
این مؤسسه نخستین موسسه‌ایست که به زنان ایران آموزش پرستاری مدرن ارائه می‌داد.
معمار این بنا یک انگلیسی بنام ارنست ترنر (Ernest Turner) بود، و مخارج آن توسط بانوی خیری در ایلینوی بنام مادام فری (W. M. Ferrey) تأمین گردید.
جانشین  تورنس پزشکی دیگر بود بنام  جان ویشارد (John G. Wishard) که او نیز به تربیت نیروی متخصص پزشک پرداخت. این بیمارستان در شهرهای همدان (۱۹۰۳)، تبریز (۱۹۱۳)، مشهد (۱۹۱۶)، و کرمانشاه (۱۹۲۲) نیز شعباتی دایر کرد.